# Heinrich Bruns (Mathematiker)

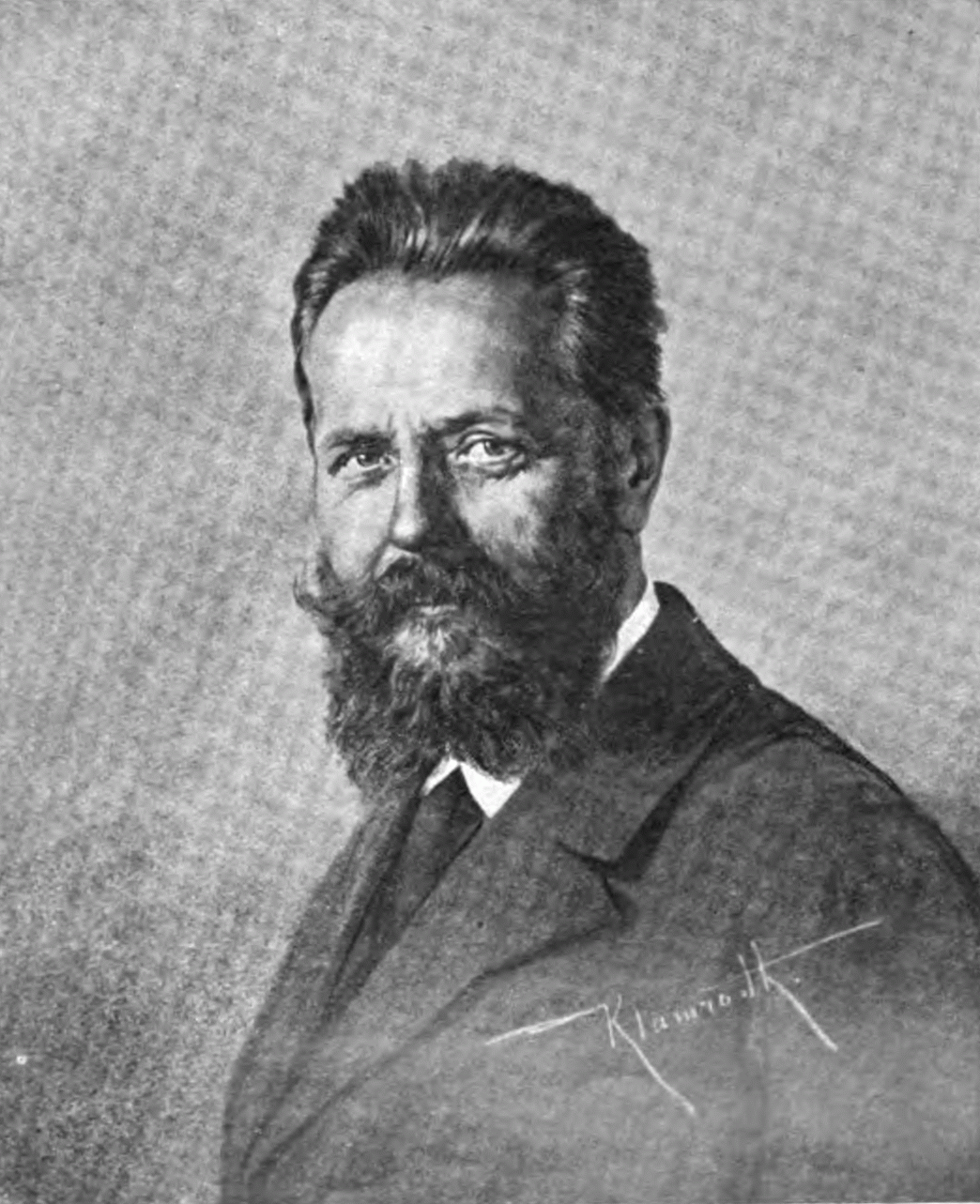
Heinrich Bruns
(Gemälde von Anton Klamroth, 1908)

Ernst Heinrich Bruns (* 4. September 1848 in Berlin; † 23. September 1919 in Leipzig) war deutscher Mathematiker und Astronom, der auch zur Entwicklung der theoretischen Geodäsie beitrug.

## Leben und Wirken
Bruns studierte zwischen 1866 und 1871 an der Universität Berlin Mathematik, Astronomie und Physik, insbesondere bei Kummer und Weierstraß und wurde dort promoviert. Von 1872 bis 1873 war er als Rechner am Pulkowo-Observatorium angestellt. Bereits 1873 holte man ihn als Observator an die Sternwarte Dorpat (heute Tartu), wo er bis 1876 blieb. Hier war er auch Dozent an der Universität.
1876 wurde Bruns als außerordentlicher Professor der Mathematik nach Berlin berufen, 1882 ging er als ordentlicher Professor der Astronomie und Direktor der Sternwarte Leipzig nach Sachsen; im gleichen Jahr wurde er auch zum Mitglied der Gelehrtenakademie Leopoldina gewählt. Seit 1884 war er ordentliches Mitglied der Sächsischen Akademie der Wissenschaften. In Berlin war Bruns auch an der Kriegsakademie und dem Geodätischen Institut tätig.
Heinrich Bruns beschäftigte sich vor allem mit der theoretischen Seite der „Figur der Erde“ (wie auch eines seiner Hauptwerke heißt). Die Potentialtheorie und die Erforschung der Gleichgewichtsfiguren verdanken ihm wesentliche Aspekte, und für die Astronomische Refraktion erarbeitete er – gemeinsam mit seinem damaligen Assistenten an der Sternwarte, Felix Hausdorff, einen ungewöhnlichen Ansatz über den Vertikalgradienten der Lufttemperatur. Mangels genügend exakter Messverfahren ging aber letzterer nicht in die Praxis ein.
Die Höhere Geodäsie des 20. Jahrhunderts konnte – etwa in der Person Karl Lederstegers – auf seinen Theorien weiter entwickelt werden, wozu unter anderem der „Bruns'sche Polyeder“ gehört. Dieses als weltumspannendes Netz gedachte Konstrukt wurde durch die spätere Satellitengeodäsie vom Gedankenspiel zum jahrzehntelang angestrebten Projekt und schließlich durch GPS zum Faktum.
Der Asteroid (901) Brunsia  ist nach ihm benannt. Gleiches gilt für den Bruns Knoll, einen Tiefseeberg im antarktischen Weddell-Meer.

## Werke
- Über die Perioden der elliptischen Integrale erster und zweiter Ordnung. Mattiesen, Dorpat 1875. (Digitalisat)
- Die Figur der Erde. Ein Beitrag zur europäischen Gradmessung. Stankiewicz, Berlin 1878. (Digitalisat)
- Über eine Aufgabe der Ausgleichsrechnung. Hirzel, Leipzig 1886. (Digitalisat)
- Über die Integrale des Vielkörperproblems. Leipzig (1887)
- Das Eikonal. Hirzel, Leipzig 1895. (Digitalisat)